# Банан
Бана́н (Musa) — рід багаторічних трав'янистих рослин родини бананових. Його батьківщиною є тропіки Південно-Східної Азії, зокрема Малайського архіпелагу, де його з давніх часів використовують дуже широко. Бананами також називають їстівні плоди цих рослин. Станом на сьогодні різні сорти культигену Musa × paradisiaca, створеного на основі деяких видів цих рослин, культивуються в тропічних країнах і в багатьох з них складають найважливішу частку експорту. Частка бананів серед вирощуваних культур займає четверте місце у світі, поступаючись тільки рису, пшениці й кукурудзі. Рід об'єднує 40—80 видів (залежно від класифікації), поширених головним чином у Південно-Східній Азії і на островах Тихого океану. Найпівнічніший вид — японський банан (Musa basjoo), родом з материкового Китаю, вирощується як декоративна рослина на чорноморському узбережжі Кавказу, в Криму і Грузії.

## Опис

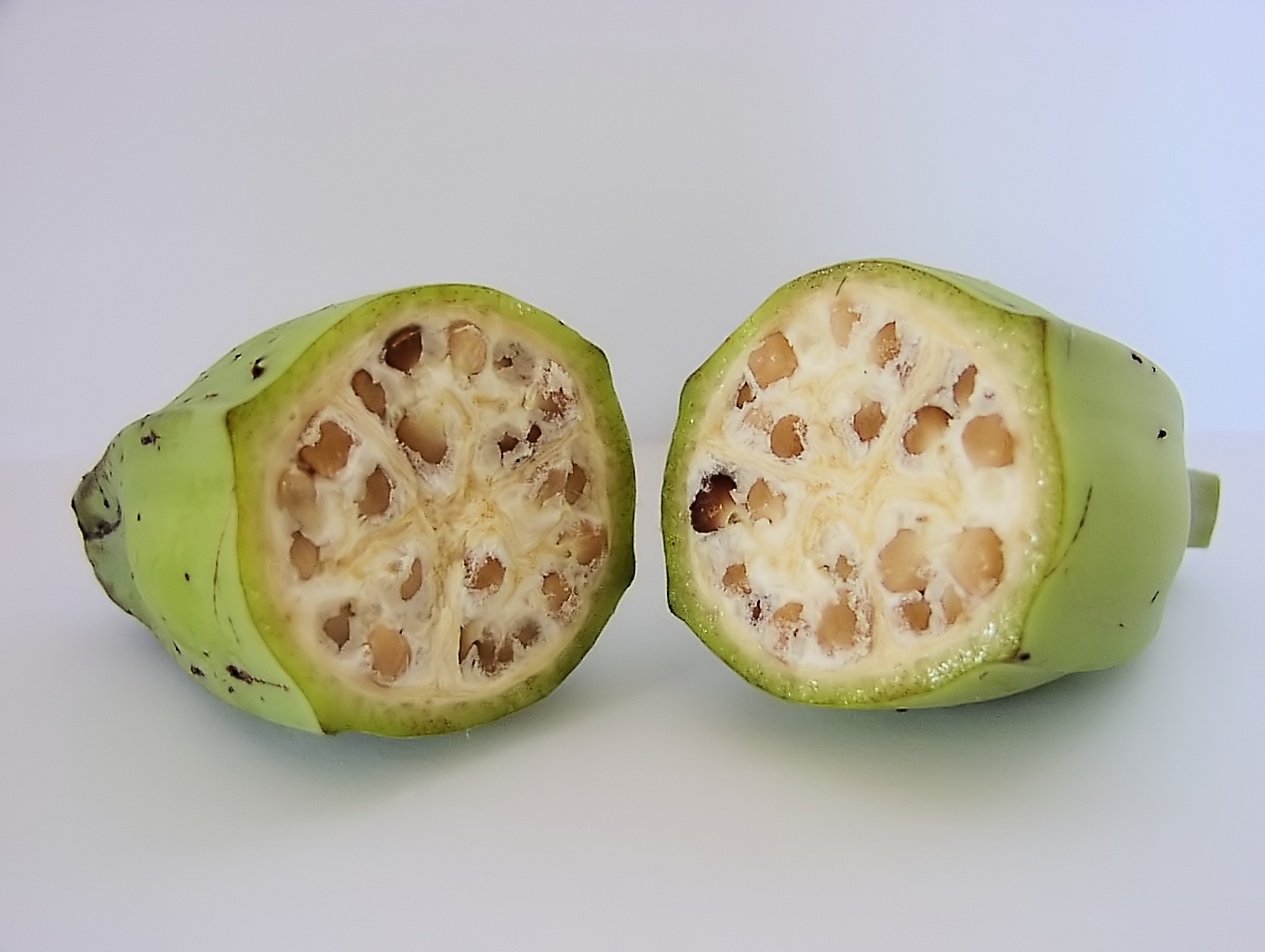
Дикий плід у розрізі

Банани — трав'янисті рослини з могутньою кореневою системою, коротким стеблом, що не виступає над землею і 6—20 листками, піхви яких утворюють подобу стовбура. Висота рослин варіює від 2 до 9 м і навіть вище, що робить їх одними з найвищих (разом з бамбуками) трав у світі; і не дивно, що багато хто помилково вважає їх деревами. Найвищою рослиною з роду банан вважається вид Musa itinerans — висота рослин його підвиду Musa itinerans var. gigantea може досягати 12 м. Навколо основного стебла утворюється багато бічних пагонів, один з яких згодом замінює попередній — таким чином відбувається вегетативне розмноження. Коріння численне, волокнисте; у багатому на гумус, пухкому ґрунті воно розростається до 4,9 м у бік і до 1,5 м у глибину.

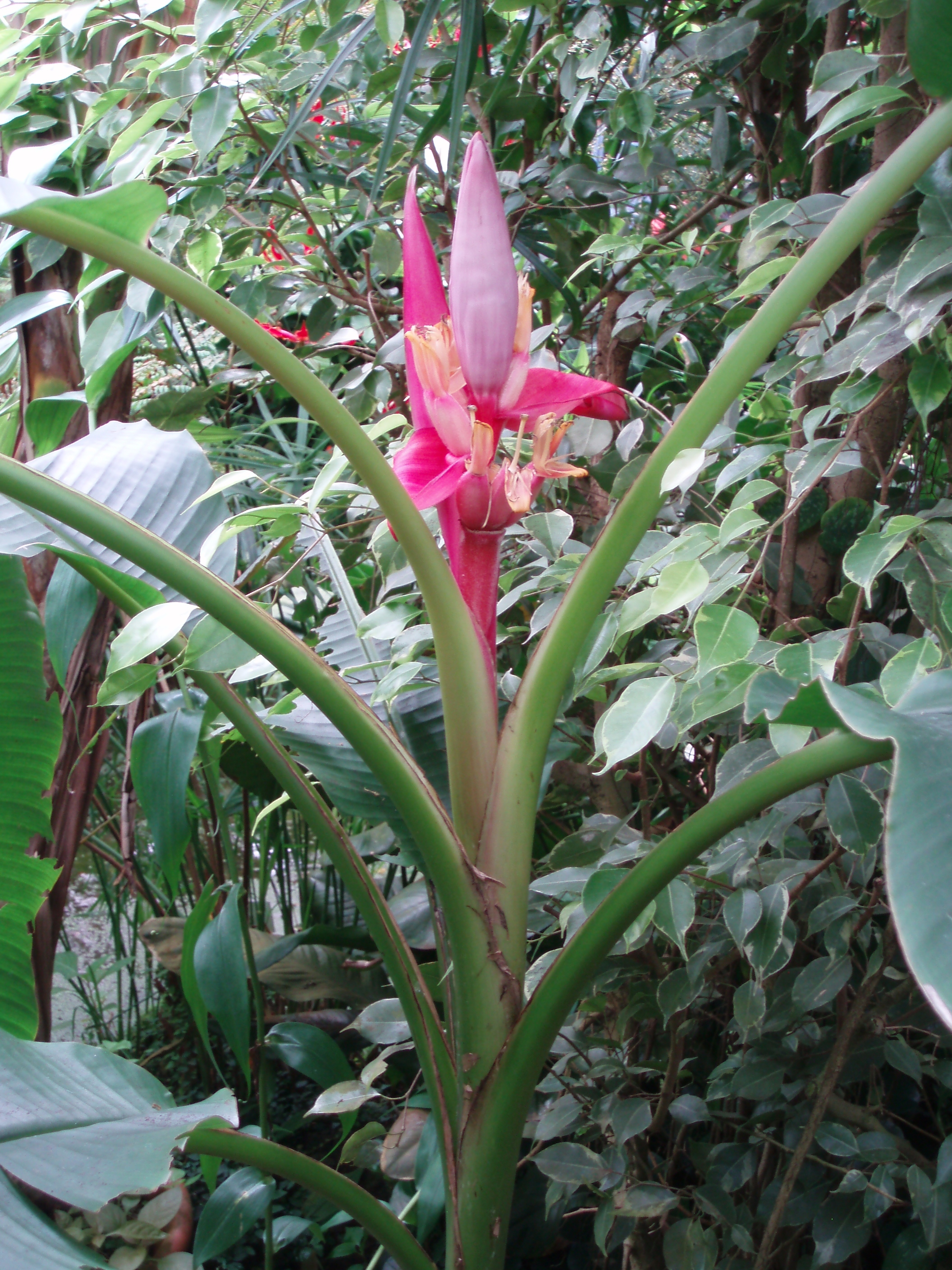
Суцвіття загостреного банана

Листові пластинки великі, м'які, гладкі, довгасті або овальні, з паралельним жилкуванням; розташовані по спіралі. Їх піхви згорнуті в щільну багатошарову м'ясисту трубку, яку називають несправжнім стеблом. У міру зростання рослини, молоде листя з'являється всередині пучка, а зовнішнє поступово відмирає й опадає. При добрій погоді цей процес проходить з великою швидкістю — приблизно один листок на тиждень. У культурних сортів банану листки досягають 275 см завдовжки і 60 см завширшки, вони можуть бути повністю зеленими, зеленими з темно-бордовими плямами або зеленими з верхнього боку і багряними знизу. При сильному вітрі або зливі листя легко рветься уздовж жилок — така адаптація допомагає рослинам виживати в тропічному кліматі. Коли банан готовий до цвітіння, в точці зростання короткого стебла розвивається довгий квітконос, який проходить через несправжнє стебло й услід за листям виходить назовні.
Цвітіння розпочинається через 8—10 місяців після фази активного росту рослини. Суцвіття — кетяг, що нагадує подовжену пишну бруньку фіолетового або зеленого відтінку, на якій біля основи спочатку розташовані великі жіночі, потім — менші за розміром обох статей і на кінці — дрібні чоловічі квітки. Всі квітки трубчасті, неправильної форми, складаються з 3 пелюсток, 3 чашолистків, зазвичай 6 тичинок, одна з яких недорозвинена і не має пиляків; гінецей синкарпний та складається з 3 плодолистків, що утворюють трикамерну зав'язь. Квітки розташовані ярусами, що нагадують пальці рук, і містять у собі велику кількість нектару (до 0,5 г на кожну квітку). Кожен ярус зібраний у гроно, що складається з 12—20 квіток, розташованих радіально, і прикритий м'ясистим, восковим на дотик листям. У культурних бананів квітки білого кольору, покривне листя із зовнішнього боку фіолетове, а з внутрішнього — темно-червоне. Розкрившись, чоловічі квітки зазвичай дуже швидко опадають, залишаючи верхню частину суцвіття голою, за винятком верхівкової бруньки, що не розкрилась. В диких видів цвітіння починається вночі або рано вранці — в першому випадку їх запиленню сприяють кажани, а в другому — птахи і дрібні ссавці.

## Плід
Плоди розвиваються тільки з жіночих квіток (двостатеві квітки безплідні) — розвиваючись, кожний ряд плодів дедалі більше нагадує руки з багатьма пальцями, кожен з яких є товстошкірою, багатонасінною ягодою. Розмір, колір і форма плодів можуть значно різнитись залежно від виду або сорту, але найчастіше вони довгасті, циліндричної або тригранної форми, випрямлені або загнуті. Довжина плоду варіює від 3 до 40 см, товщина — від 2 до 8 см. Колір шкірки може бути жовтим, зеленим, червоним або навіть сріблястим. М'якуш плода білий, кремовий, жовтий або оранжевий. У незрілому стані він твердий і клейкий, але при дозріванні стає м'яким і соковитим. У культурних форм плід часто позбавлений насіння, тому рослину можна розмножувати тільки вегетативно, проте в дикорослих рослин м'якуш наповнений великою кількістю округлого або загостреного твердого насіння завдовжки 3—16 мм, при цьому його маса може бути більшою за масу м'якуша. На одній осі може розташовуватися до 300 плодів загальною масою до 50—60 кг. Для бананів характерний біологічний феномен, знаний як негативний геотропізм, — під час формування плоди під дією сили тяжіння спрямовані вниз, проте у міру зростання під дією гормонів одна або декілька осей починають рости вертикально вгору. Після закінчення плодоношення наземна частина рослини відмирає.

## Використання

### Вживання в їжу
У багатьох країнах банани є одним з основних джерел харчування — наприклад, тільки в Еквадорі річне споживання цього продукту становить 73,8 кг на душу населення (для порівняння, в Україні цей показник дорівнює 0,29 кг). Істотну частку споживання банани також складають у Бурунді (189,4 кг), Самоа (85,0 кг), на Коморських островах (77,8 кг) та Філіппінах (40,6 кг).
Їстівні сорти бананів умовно поділяються на дві основні групи: десертні, що вживаються головним чином в сирому або сушеному вигляді, і плантайни (або платано), які перед вживанням вимагають термічної обробки. М'якуш десертних сортів дуже солодкий на смак, містить велику кількість вуглеводів, вітаміну C і деякі необхідні для організму мінеральні речовини, такі як фосфор, залізо, калій, кальцій і магній (див. таблицю харчових властивостей нижче). Плантайни (від іспанського слова plantar — «садити») — як правило, плоди із зеленою або червоною шкіркою і крохмалистим, жорстким і несолодким м'якушем; перед споживанням їх смажать, варять або обробляють парою. Окрім вживання в їжу, плантайни часто використовують як корм для домашньої худоби.
Майже всі банани, які вирощуються, (як десертні сорти, так і плантайни) є варіаціями (або сортами) одного культигену (штучного виду, створеного людиною) Musa × paradisiaca, який є гібридом загостреного банана (Musa acuminata), банана Бальбіса (Musa balbisiana) і рідше банана Маклая (Musa maklayi).

### Застосування в народній медицині та косметології
Всі частини рослин банана знаходять застосування в народній медицині. Квітки рослин використовують при лікуванні дизентерії, виразки шлунку і бронхіті. Настій квіток також вживають при діабеті. Терпкий сік рослин допомагає при неврологічних розладах, епілепсії, лепрі, розладах шлунку, сильній кровотечі. Листя молодих рослин має властивість загоювати опіки і рани шкіри. Коріння використовують при лікуванні порушення травлення і дизентерії. Плоди бананів містять корисні мінеральні речовини і здатні допомогти при анемії (залізо, що міститься в них, сприяє виробленню гемоглобіну), підвищеному кров'яному тиску (калій сприяє його зниженню), депресії, печії (за спостереженнями вчених триптофан, що міститься в банані, сприяє поліпшенню травлення) і передменструальному синдромі.
У косметології шкірку бананів використовують як натуральний засіб для видалення бородавок.

### Корм для худоби
Відходи культурних сортів, а також деякі невживані в їжу види цих рослин, часто йдуть на корм свійським тваринам. Недоспілими плодами часто годують велику рогату худобу, хоча такі плоди і мають невеликий послаблювальний ефект. Варені харчові відходи бананів, а також бананове борошно, охоче споживають домашні свині. Також іноді банани складають частину раціону бройлерів.

### Бананове волокно
З давніх часів банан є джерелом волокна, яке отримують із різних частин рослини. Несправжні стебла (фактично, черешки листків) йдуть на будівництво плотів і подушок для сидінь. У Західній Африці з цих стебел роблять риболовецькі снасті. На Філіппінах бананові волокна додають у тканину, з якої шиють одяг.

#### Текстиль
Для виробництва текстилю використовують різні сорти бананів, з яких найбільшу популярність здобув текстильний банан, або абака (Musa textilis) — легке і міцне волокно, отримане з несправжнього стебла цього виду і знане як манільське прядиво, йде на виготовлення морських канатів і рибальських сітей. Споріднений вид абіссинський банан (Ensete ventricosum), що раніше відносили до бананів як Musa ensete, вирощують в Африці як харчову й одночасно текстильну рослину.
У Японії культивування банана для виробництва одягу простежується як мінімум до 13-го століття. Для цієї мети листя і пагони періодично зрізаються з рослини, поки вони м'які. Для створення пряжі пагони та листя бананів спочатку виварюються в лузі. Різні частини рослини дають волокна різних ступенів м'якості, що використовують для різних цілей. Наприклад, віддалені периферійні волокна пагонів є найгрубішими, і використовують для виробництва скатертин, тоді як м'які центральні волокна молодих пагонів використовують для кімоно і камісімо. Традиційний японський процес виробництва бананового полотна включає багато кроків, і зазвичай виконується вручну.
За методикою, яку використовують у Непалі, зрізається ціле стебло бананової рослини, яке розрізається на маленькі шматки, які проходять через процес механічного пом'якшення, механічної витяжки волокон, вибілювання та висушування. Після цього волокна використовують для виробництва високоякісних килимів, подібних до шовкових, якими особливо відома Долина Катманду. Ці бананові килими тчуть традиційними ручними методами.

#### Папір
Бананове волокно також використовують у виробництві бананового паперу. Банановий папір може вироблятися як вручну з кори бананової рослини, яку переважно використовують у мистецтві, так і з волокон, отриманих за допомогою промислового процесу зі стебла і непридатних для використання плодів. У світі виробляють велику кількість сировини для виготовлення такого паперу, яку використовують далеко не повністю. Проте, ринок бананового паперу зараз зростає. Починаючи з 1988, року костариканські компанії, такі як EcoPaper і Costa Rica Natural Paper виробляють екологічно чистий та якісний папір для ринку канцелярських товарів.

### Інші застосування

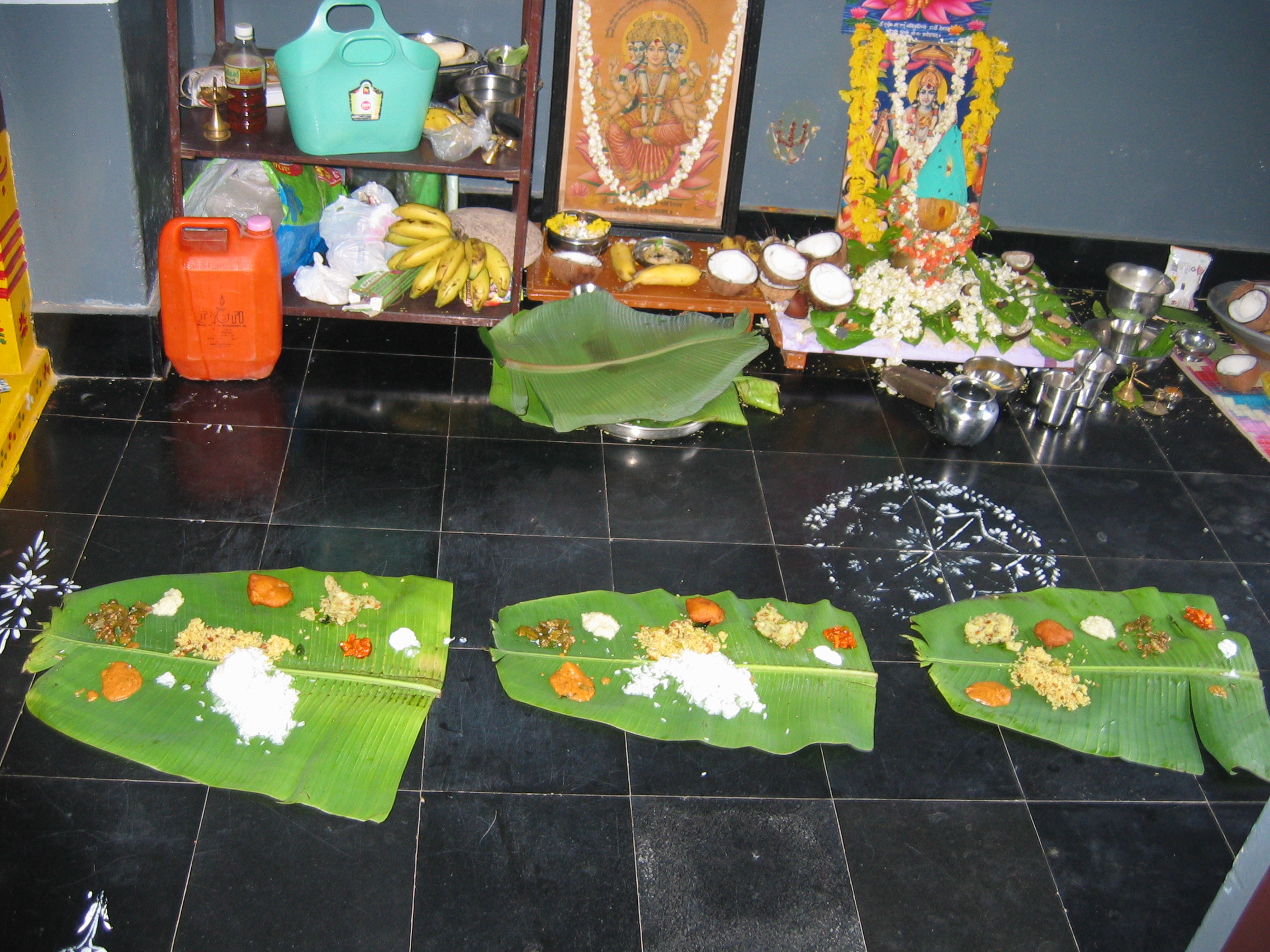
Традиційна індуїстська церемонія «прасада» — відповідник традиції пропозиції гостям «хліба і солі». Спеціальна страва подається на банановому листі

Висушену шкірку бананів, завдяки великій кількості таніну, що міститься в ній, використовують як чорну фарбувальну речовину для шкіряних виробів. Вона також застосовується при виготовленні мила, тому що її зола містить вуглекислий калій.
Бананове листя часто служить декоративними елементами в церемоніях буддистської й індуїстської культур. Їх також використовують як таці або тарілки для традиційної південноазійської їжі, яку вживають без столових приборів у таких країнах, як Шрі-Ланка. Індійці вважають, що банановий листок, на якому подається обід, надає їжі своєрідного смаку.
На півдні Мексики бананове листя часто служить для приготування традиційної страви тамале замість типовішого для цього листа кукурудзи (у листок загортають начинку з м'яса або бобів, і цей «пиріжок» потім варять на парі). Бананове листя часто служить матеріалом для обгортання і пакування продуктів і являє собою своєрідну «парасольку» від дощу. У країнах Латинської Америки ним покривають дахи і навіть застосовують як папір для обгортання при виготовленні сигарет. Крім цього, банановий лист також використовують деякі індійці як туалетний папір. Деякі фермери вирощують банани виключно для збору врожаю листя.

## Загрози
За довгі роки розведення бананів люди змогли вивести сорти, що мають якнайкращі смакові якості та дають найбільші урожаї, проте при цьому великою мірою знизили їх різноманітність — інші сорти просто не витримували конкуренції. У результаті широкого поширення набули захворювання і паразити, що вражають лише ці сорти. На відміну від дикорослих видів, культурні рослини здатні розмножуватися лише вегетативним способом, оскільки їх плоди майже не містять насіння. Тим самим, виведення нових сортів, стійких до хвороб і паразитів, є досить складним — для селективного відбору потрібне насіння, а на триста плодів припадає тільки одна насінина. У результаті, хоча й нема загрози припинення існування виду, широкомасштабне вирощування одного сорту, яким зараз є Кавендіш, опинилося під загрозою припинення. Така сама доля раніше вже спіткала інший сорт — Гро-Мішель, найпоширеніший у першій половині 20-го століття.

### Хвороби

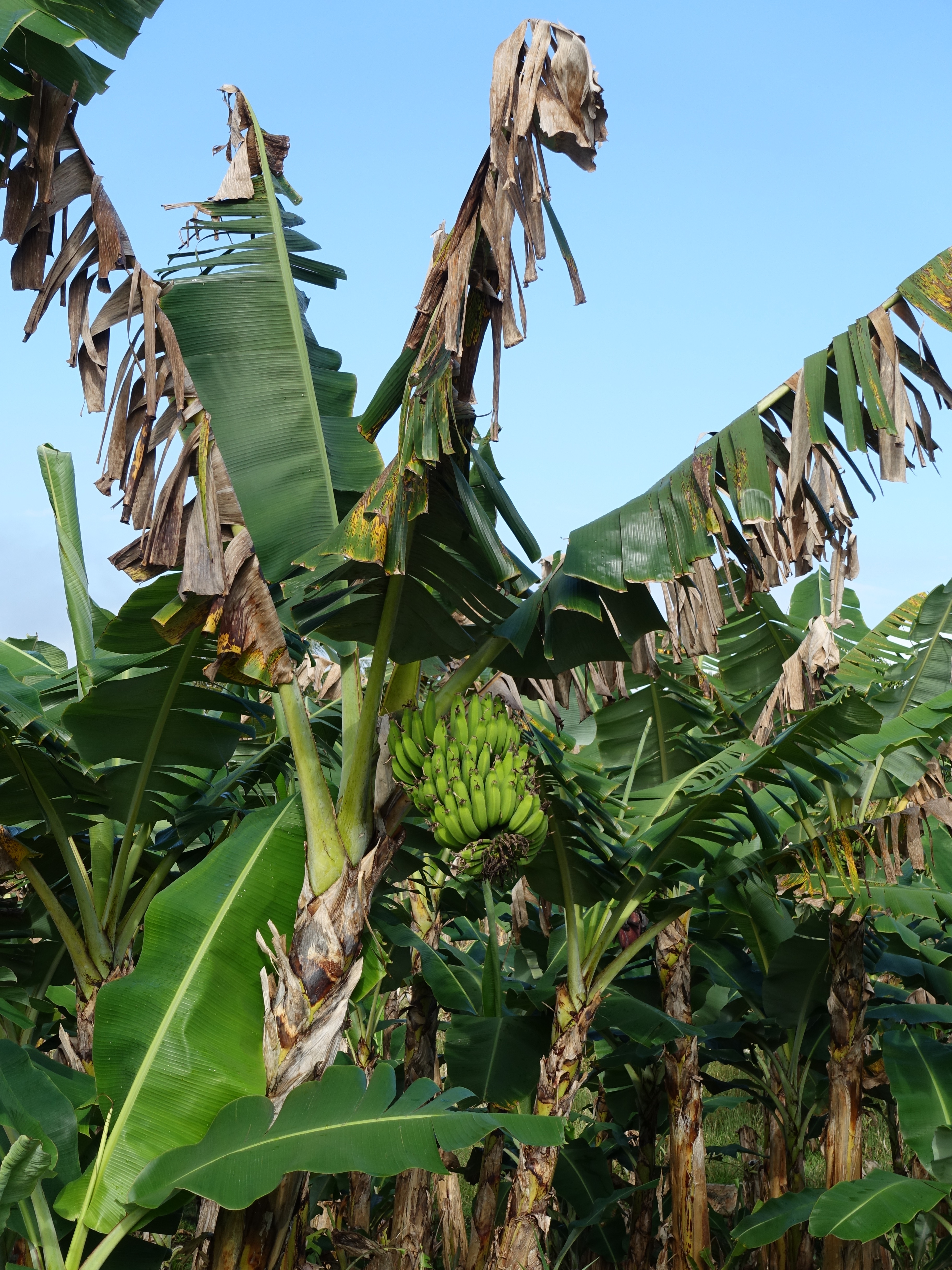
Банани сорту Карликовий Кавендіш вражені чорною сигатокою. Малаві, 1999 рік.

Однією з найбільших загроз для бананової індустрії історично була і все ще залишається так звана «панамська хвороба» — захворювання, що викликається грибком Fusarium oxysporum f. sp. cubense. Вперше цей грибок був виявлений у Суринамі, і у 1920-х роках ним були заражені практично всі бананові плантації Центральної Америки, включаючи і Гондурас — найбільшого експортера в ті роки. Грибок мешкає в землі, проте через пошкоджене коріння потрапляє в листя і забарвлює його в жовтий колір, після чого воно відмирає. У 1950-ті роки найпопулярніший сорт бананів Гро-Мішель майже повністю зник під дією цієї хвороби. За словами директора Тайванського дослідницького інституту бананів Хуана Синь-Чуань, «„Панамська хвороба“ — це як рак. Невідомо в точності, чому вона починається, і проти неї немає ефективних засобів» Єдиний спосіб уникнути розповсюдження цієї хвороби — це ізолювати заражені рослини або використовувати нові необроблені ділянки. В результаті боротьба з грибком привела до знищення мільйонів акрів вологого тропічного лісу. Проте, боротьба була програна, і Гро-Мішель на переважній більшості територій був замінений іншим сортом, Кавендішем, харчові якості якого, у порівнянні з Гро-Мішель, часто критикуються.
«Тропічна раса 4» (Tropical Race 4, скорочено TR4) — новий штам панамської хвороби, вперше виявлений в 1993 році. Штами Fusarium oxysporum зазвичай отримували номери «рас» відповідно типам бананів, на які вони діють. Четверта, «тропічна», раса, вже практично знищила плантації бананів сорту Кавендіш у кількох країнах Південно-східної Азії, перш за все Індонезії та Малайзії. Ця хвороба все ще не досягла Америки, але грибки можуть легко переноситися на взутті, одязі або інструментах. Саме так хвороба розповсюджується від однієї плантації до іншої, і ймовірно скоро досягне інших країн. Культурний сорт Кавендіш надзвичайно чутливий до TR4, і через якийсь час його комерційне вирощування, ймовірно, буде припинене через цю хворобу. На жаль, єдиний відомий захист проти TR4 — генетичний опір, якого Кавендіш не має.
Сигатока — захворювання, що викликається паразитичним грибком Mycosphaerella musicola (у конідіальній стадії Cerospora musae). Вперше було зафіксовано в 1902 році в Індонезії на острові Ява. Назву хвороба отримала завдяки долині Сигатока на острові Фіджі, де вона з'явилася в 1913 році. Пізніше грибок потрапив до Латинської Америки, де завдав великого збитку місцевим плантаціям бананів. При зараженні він спочатку викликає дрібні жовтувато-коричневі плямочки на листі, які потім збільшується і набувають темно-фіолетових відтінків. Плоди заражених рослин стають кислими на смак. Захворювання успішно лікується фунгіцидами.

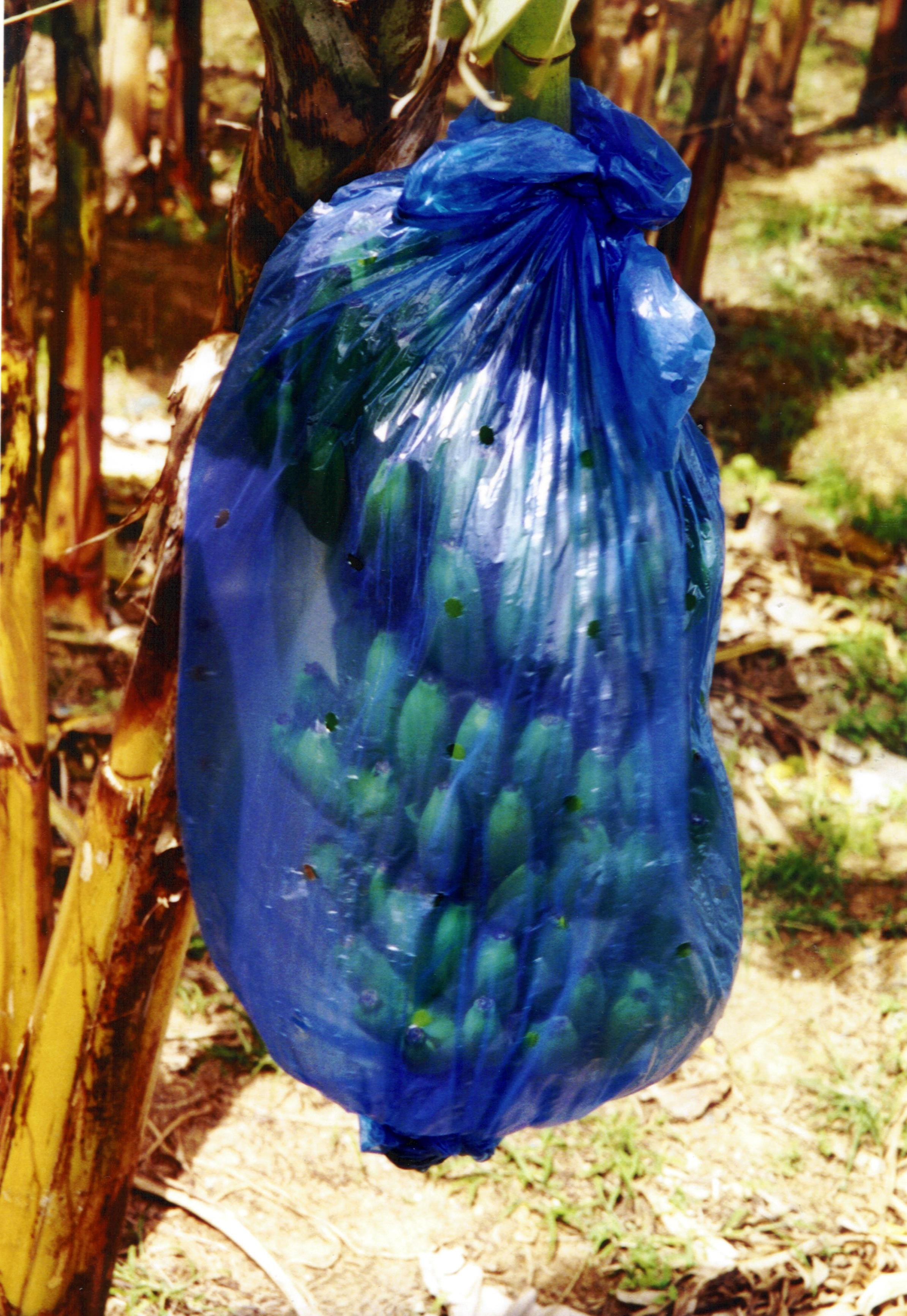
Плоди бананів часто захищають від шкідників пластиковою плівкою, що може бути вкрита пестицидами.

Чорна сигатока — у порівнянні зі звичайною сигатокою, серйозніше захворювання, викликається грибком Mycosphaerella fifiensis var. difformis. Погано піддається лікуванню, до нових фунгіцидів швидко виробляє резистентність і загрожує знищити значну частку всіх вирощуваних бананів. Хвороба була виявлена у Фіджі в 1963 або 1964 році (за іншими даними в Гондурасі в 1969), до 1973 року розповсюдилася в Латинській Америці й Мексиці, охопила Полінезію, Гавайські острови, Філіппіни, Малайзію і Тайвань. Хвороба небезпечна для всіх головних культурних сортів як десертних бананів, так і плантайнів, перешкоджаючи фотосинтезу та вбиваючи листя, внаслідок чого листя набуває характерного чорного кольору. Через те, що рослинам бракує енергії, виробництво фруктів падає приблизно на 50 % або навіть більше, в результаті банани визрівають передчасно, що робить їх непридатними для експорту. Попри активну боротьбу із захворюванням, збитки від нього швидко зростають. На додаток до фінансових витрат, чимраз більше використання фунгіцидів завдає шкоди екологічному стану плантації. Зараз виведені кілька стійких культурних сортів рослини, але вони не отримали широкого розповсюдження через проблеми зі смаком та текстурою плодів. У наш час[коли?] учені намагаються знайти нові протигрибкові засоби або вивести нові сорти, стійкі до цього захворювання.
Вірус опуклих верхівок банану (Banana Bunchy Top Virus, BBTV) — цей вірус переноситься від рослини до рослини тлями. Він викликає зупинку росту листя, що призводить до збивання листя в купу. Загалом, заражена рослина не дає плодів, хоча в багатьох областях існують м'які штами вірусу, які дозволяють деяке виробництво. Ці м'які штами часто помилково приймаються за наслідки поганих умов культивації або інші хвороби. Зараз не існує лікувальних засобів проти BBTV, проте його ефект може бути мінімізований за допомогою вирощування розсади бананів в захищених умовах, контролю популяції тлі й негайного знищення рослин, що проявляють симптоми хвороби.
Хвороба моко, або бактеріальний вілт, викликається бактерією Pseudomonas solanacearum. Вражає також і інші культури — перець, помідори, баклажани і тютюн. Хвороба викликає розпад тканин рослин. Поширена головним чином у Західній півкулі, де нещодавно завдала серйозних економічних збитків.

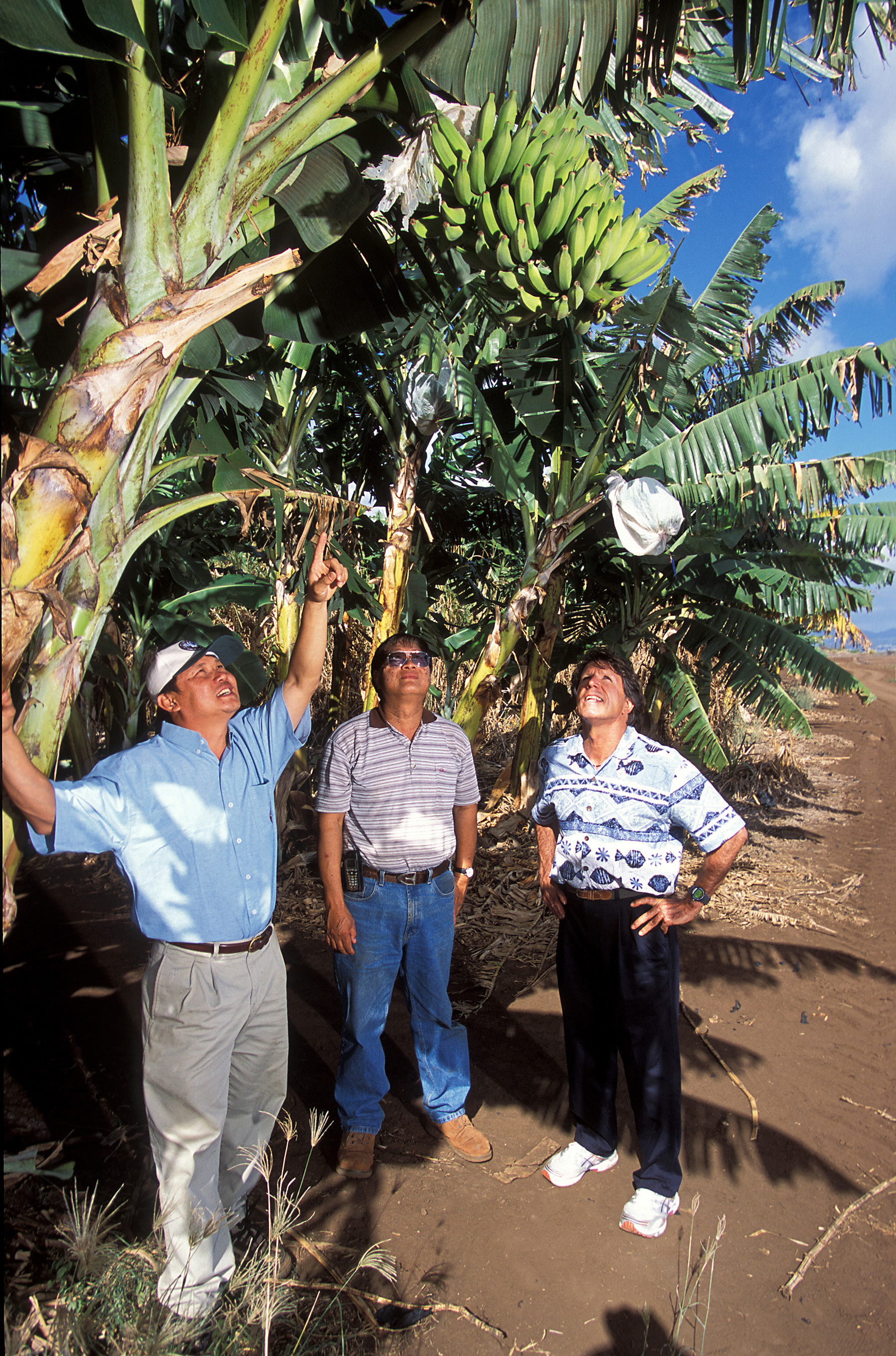
Обстеження бананів на наявність плодових мух.

Вплив хвороб на вирощування бананів дуже значний, проте, хоча сорт Гро-Мішель вже не придатний для промислового вирощування, він не зник, і все ще вирощується в областях, де панамська хвороба не знайдена. Також і Кавендіш не знаходиться під загрозою зникнення, але, ймовірно, скоро назавжди залишить полиці магазинів, якщо хвороби унеможливлять постачання для глобального ринку. Ще не ясно, чи будь-який теперішній культурний сорт рослини зможе замінити Кавендіш у масштабі, потрібному для задоволення попиту, проте багато програм селекції та генної інженерії зараз спрямовані на створення стійкого до хвороб сорту бананів.
Найбільший вплив хвороби мають на країни, де вирощування бананів націлене перш за все на задоволення потреб внутрішнього ринку. Наприклад, у країнах Східної Африки (Уганда, Бурунді, Руанда), споживання бананів становить значну частину раціону. Так, угандійське слово «matooke» означає одночасно «банан» і «їжа». В минулому культивування бананів було стабільним джерелом їжі та заробітку для більшості місцевих фермерів, але з 1970-х років виробництво в Уганді впало з 15 — 20 тон на гектар до близько 6 тон. Ситуація покращується введенням нових сортів, стійких до основних хвороб, але відмінності у смаку значно уповільнюють їх розповсюдження.

### Шкідники
Серед шкідників найнебезпечніші для бананів круглі черви (лат. Nematoda) — ці паразити, що мешкають у ґрунті, проникають у коріння рослин, чим сприяють розповсюдженню в них грибка Fusarium oxysporum і подальшому гниттю. Найбільший збиток плантаціям наносять такі види нематод: Pratylenchus coffeae, галова нематода південна (лат. Meloidogyne incognita), Scutellonema brachyurum, Helicotylenchus multicinctus, Helicotylenchus nannus, Radopholus similis.
Іншим широко розповсюдженим шкідником бананів є чорний довгоносик. Цей чорний жук розміром 10-15 мм прогризає стебло рослин в їх основі й по ньому прокладає собі тунель вгору. Джерелом зараження зазвичай є вже дорослі рослини, що робить важким видалення заражених рослин з поля, в результаті вихід плодів знижується приблизно на 40 %.

### Природні катаклізми
Крім хвороб та шкідників, загрозу для вирощування бананів несуть бурі та урагани, часті в тропічних районах, де вирощуються банани. Часто циклони завдають значної шкоди банановим плантаціям цілих країн. Наприклад, Австралія відносно вільна від хвороб бананів, і тому забороняє імпорт. Але коли циклон Ларрі знищив значну частину австралійських плантацій в 2006 році, ціни значно зросли через обмежене постачання.

## Банан в культурі

### Мистецтво

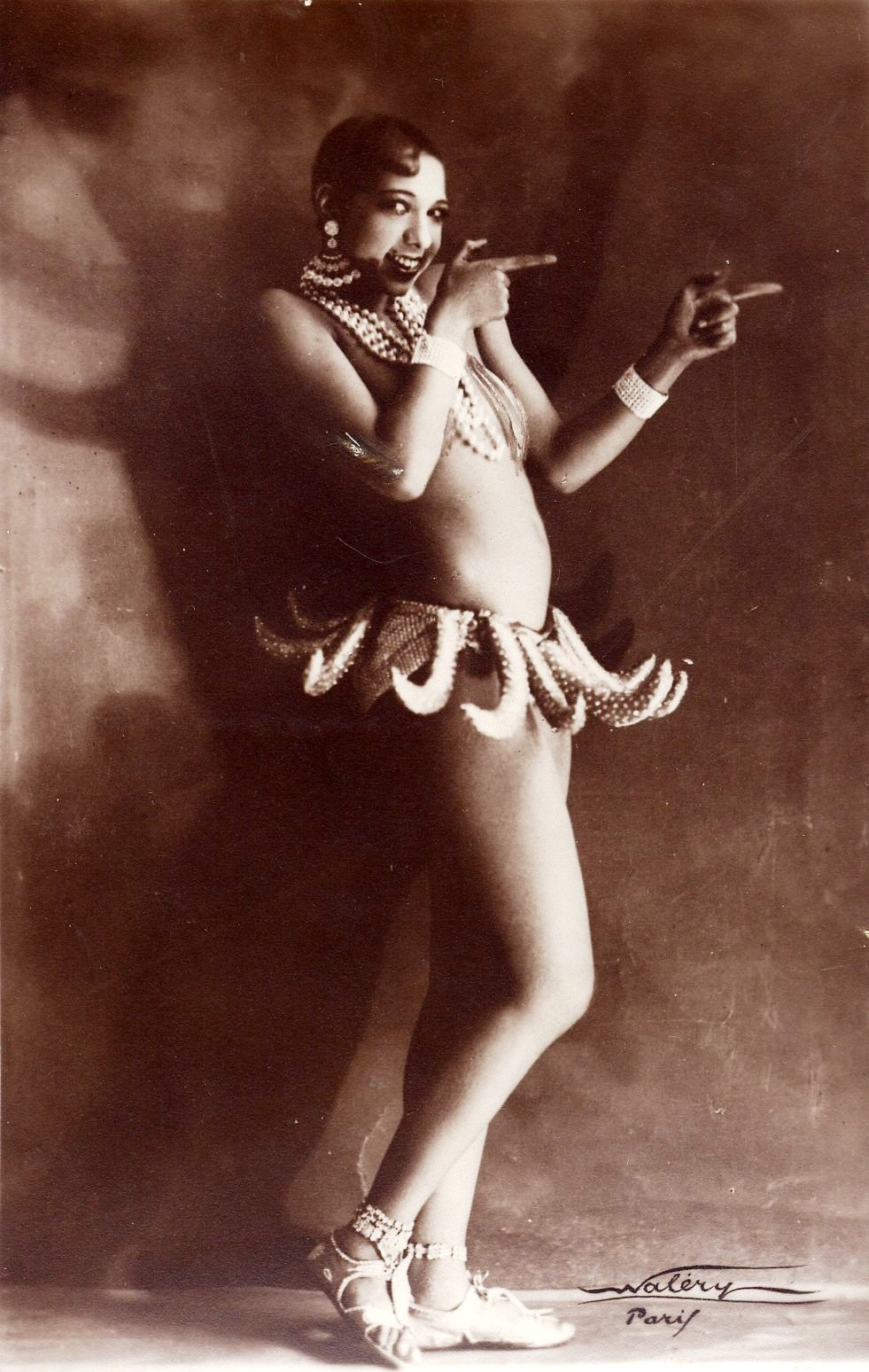
Жозефіна Бейкер одягнена для «бананового танцю» (Danse banane). Париж, 1927

- Зображення банану набули досить широкого поширення в мистецтві. На початку ХХ століття банан сприймався публікою як екзотичний фрукт з тропічних країн, де тубільці ходять практично голяка. Танцюристка-мулатка американського походження Жозефіна Бейкер, підіграючи таким настроям, виступала в костюмі з бананів, внаслідок чого стала однією з найпопулярніших акторок у Франції[24].

- Ім'я поета Басьо (bashō) в перекладі з японської означає банан. Банан, посаджений у його саду вдячним студентом, став джерелом натхнення в його поезії, також як і символом його життя і дому[25].
- Пісня, «Так, ми не маємо бананів» (Yes, We Have No Bananas) була написана Френком Сілвером і Ірвінгом Коном і вперше випущена в 1923 році. Відтоді пісня була повторно записана кілька разів і була особливо популярна протягом нестачі бананів.
- Пісня про банан Banana Groove

### Релігія
- Рей Комфорт використовував банан як доказ існування бога. Він переконував, що ті факти, що банан легко тримати, його визрівання легко помітити завдяки кольору, його легко очищати, його шкірки легко розчиняються в землі та не дають відходів, вказують що він мав бути створений богом. Комфорт переконує, що цим творцем повинен був бути християнський бог[26]. Проте, критики вказують на значну різноманітність диких бананів та культурних варіантів, тай названі ознаки переважно є наслідком штучної селекції людиною[27].

- Крім того, бананове листя часто служить декоративними елементами в церемоніях буддистської й індуїстської культур, що географічно збігаються з багатьма традиційними районами вирощування банану.

### Символи та стереотипи
- Опис людини, що наступає на бананову шкірку, був і є частим елементом комічних ситуації. Наприклад, таке застосування можна побачити у комедії 1906 року «Cal Stewart».

- Через стереотипну асоціацію мавп із бананами, банани використовують для расистських образ, наприклад банани кидали під час спортивних змагань за участю африканських спортсменів[28].

- Банани також жартівливо використовують як фалічний символ завдяки схожості за розміром і формою. Типовим прикладом є використання на обкладинці дебютного альбому альтернативної групи The Velvet Underground, The Velvet Underground and Nico, де був зображений жовтий підгнилий банан. Це зображення, зроблене Енді Уорхолом, стало дуже відомою обкладинкою альбому у всьому світі[29]. На оригінальній версії альбому, можна було «почистити» цей банан, а за ним був прихований рожевий фалічний символ.

## Цікаві факти
- На кенійському референдумі про ухвалення конституції 2005 року прихильники проєкту використовували як свій символ банан, а супротивники — апельсин[30][31][32].
- Гривастий вовк — хижий ссавець родини псових — їсть банани[33].
- У 1930-ті роки в нацистській Німеччині банани були оголошені «непатріотичним» фруктом (необхідну для їхньої закупівлі валюту використовували для інших цілей). У рамках цієї кампанії німецькі лікарі виступали з «попередженнями про шкідливість» банана, вживання якого нібито приводить до «завороту кишок». Розпорядники фруктових магазинів повинні були вивішувати плакати з написом «Справжній патріот їсть німецькі яблука»[34].
- Естонець на ім'я Майт Лепік став світовим чемпіоном із поїдання бананів на швидкість, з'ївши десять штук всього за три хвилини — для економії часу він їв банани зі шкіркою. Світовий рекорд швидкості поїдання бананів — 81 банан за годину[35].
- Банан — це улюблений фрукт Метью Белламі.
- Банан має в складі трохи хімічної речовини, що є слабким наркотиком (Muse Sapientum bananadine), але її там настільки мало, що щоб отримати хоч який ефект, потрібно скурити мінімум 15 футів шкірок жовтих бананів.

## Можливості щодо вирощування бананів в Україні
На території України окремі господарства вже займаються вирощуванням бананових рослин. В Україні можливо вирощувати банани в теплицях. Найбільш придатні для вирощування в кліматичних умовах України наступні сорти бананів: Блакитний Банан Ява, карликові банани, банан Кавендіш.
Вже виведені фахівцями українські сорти бананів: Київський карлик та Київський суперкарлик. Вирощують також банан Оксамитовий, та банан Хеленс. У зв'язку з тим, що в польових умовах банани мають схильність до захворювання, як от банан Кавендіш, фахівці переходять на вирощування цих рослин у теплицях.

## Галерея

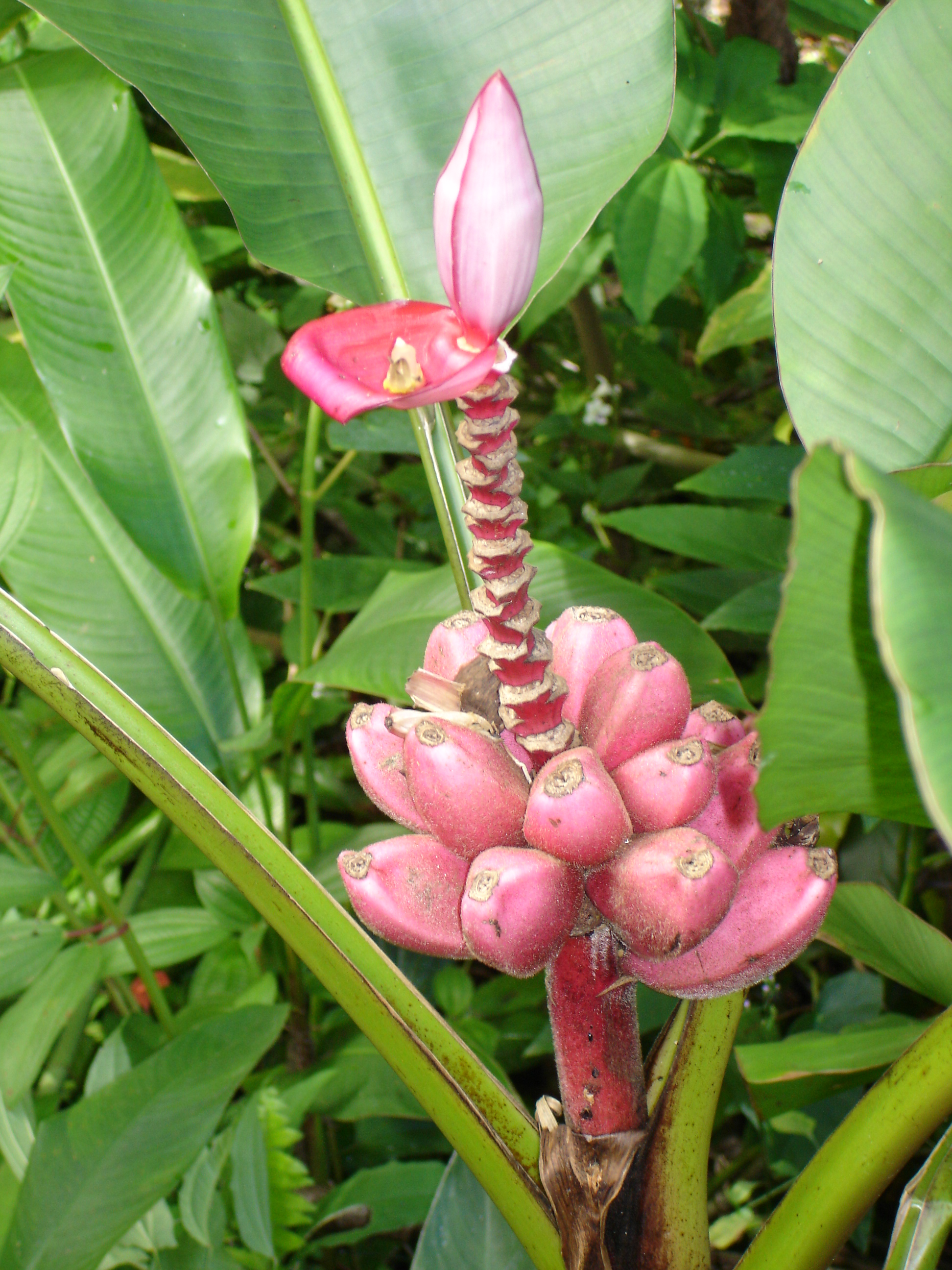
Декоративний банан Musa velutina
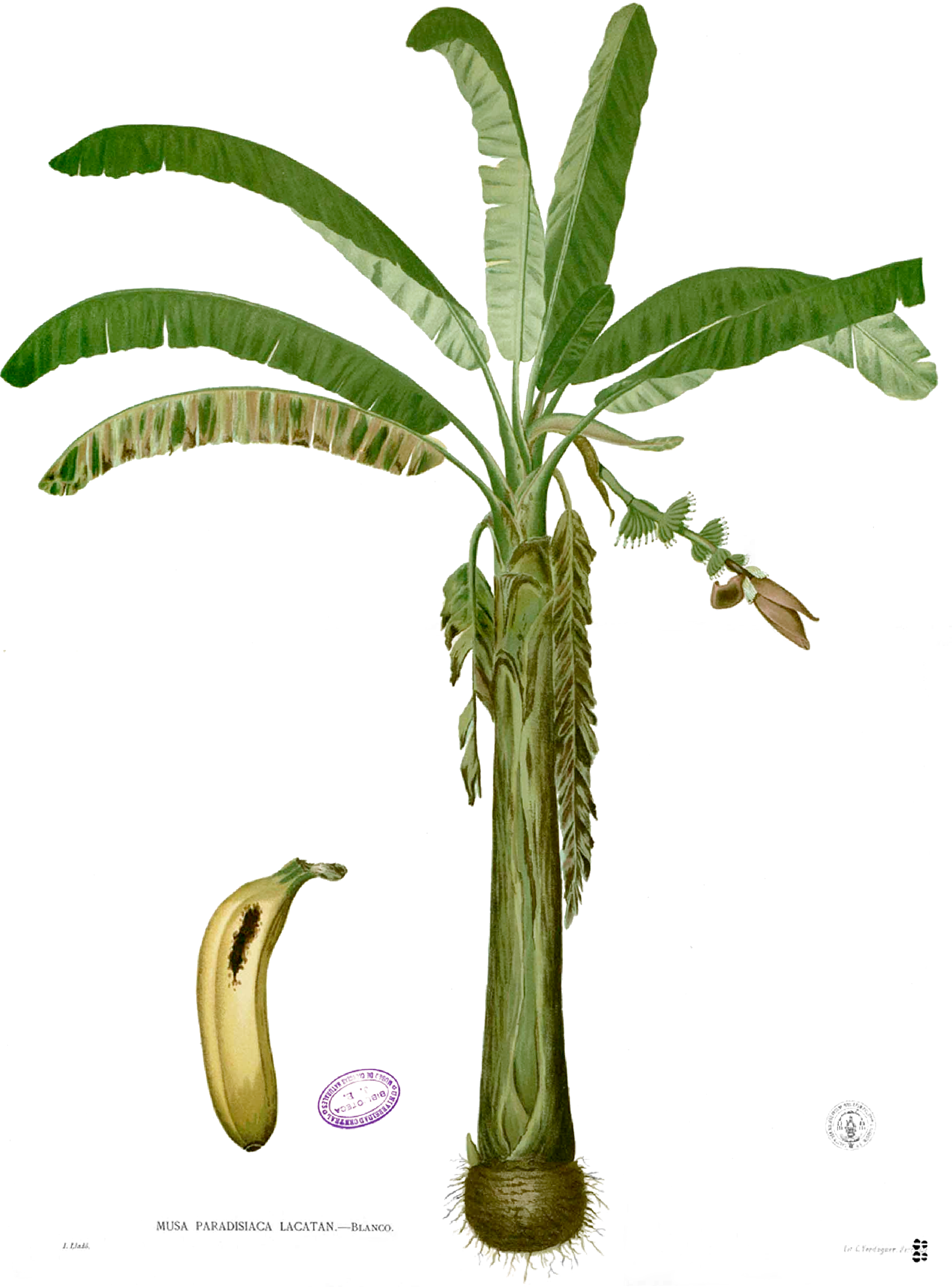
Будова райського банану
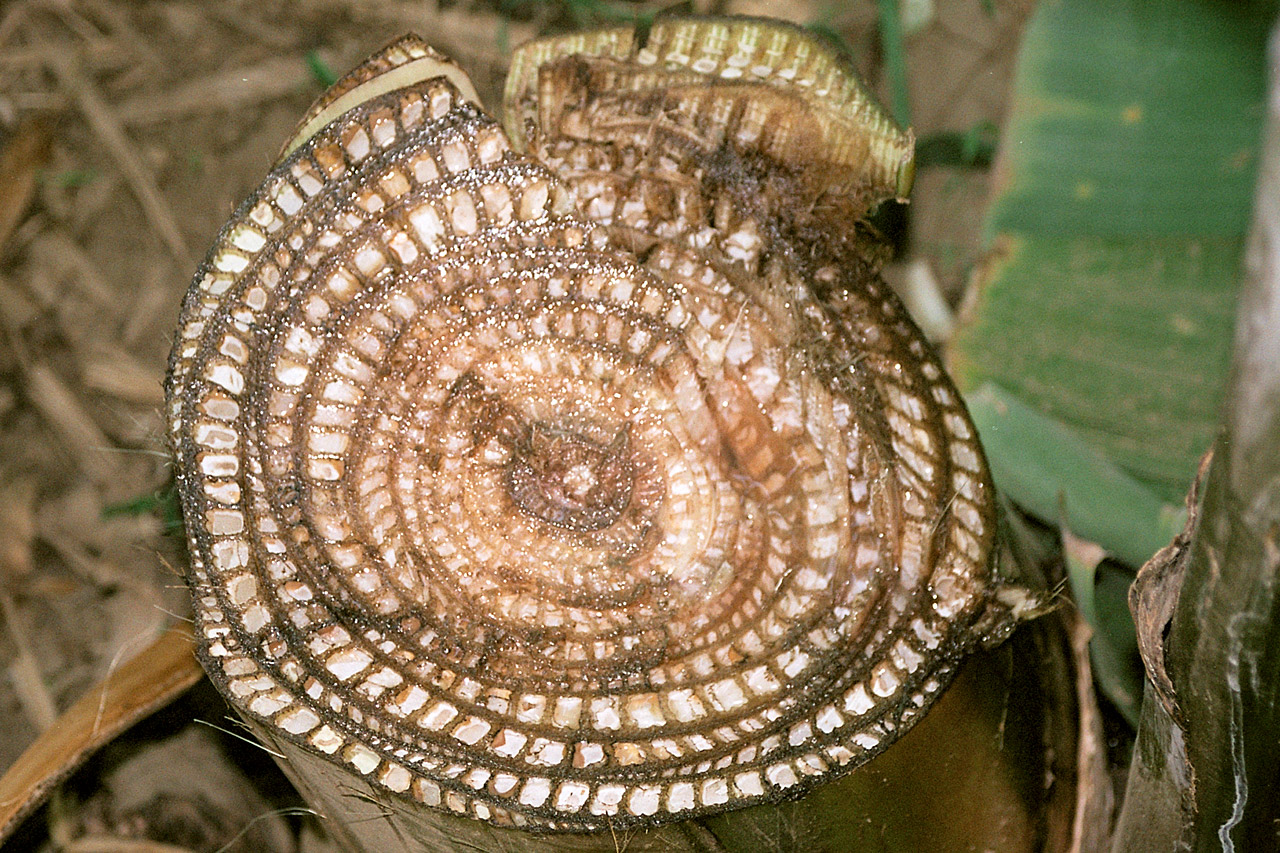
Зріз несправжнього стебла банану
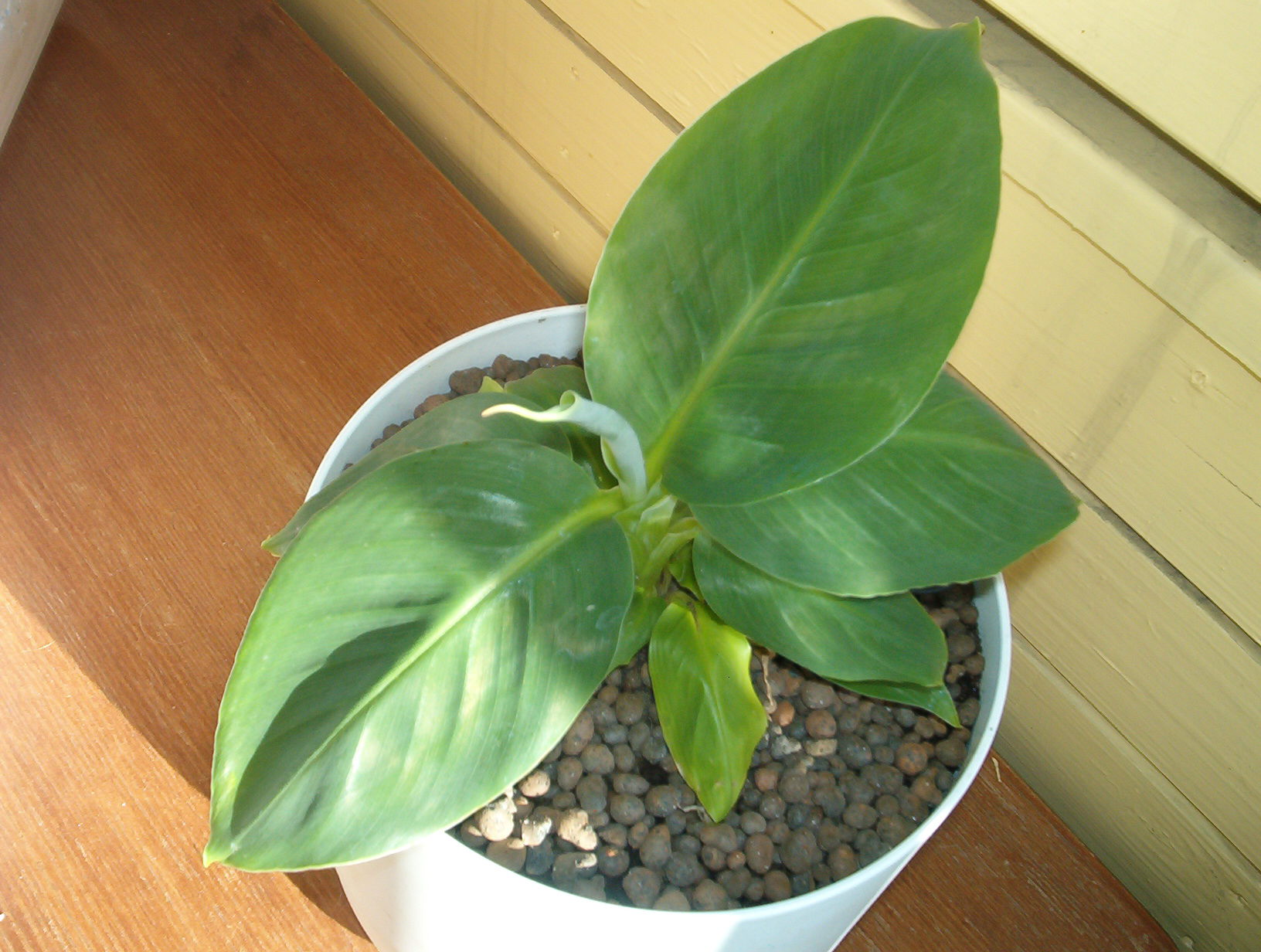
Банан в квітковому горщику
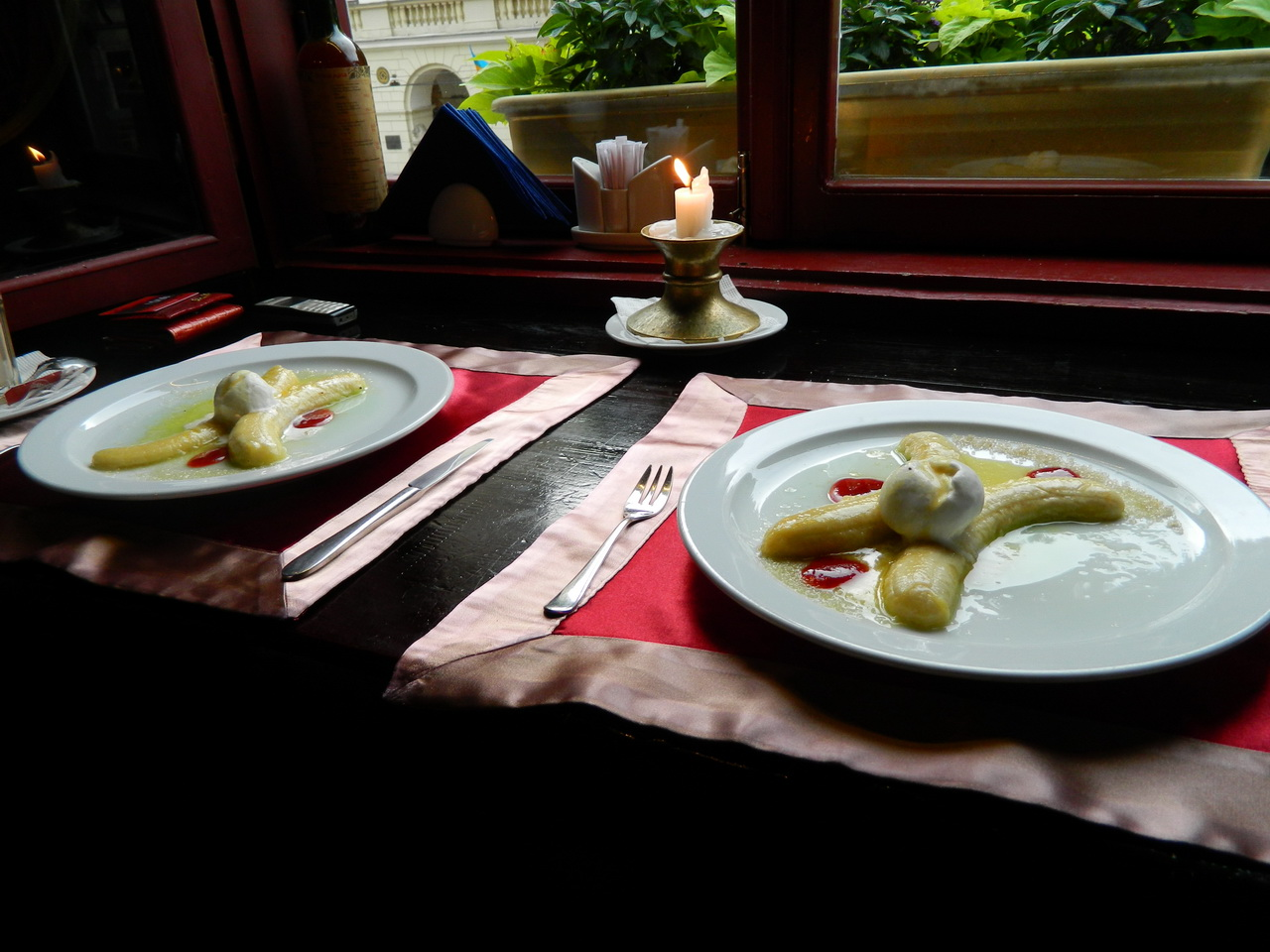
Бананове фламбе